# Hardehauser Hof
Der Hardehauser Hof (auch Hardehausener Hof oder „Landgerichtspräsidentenpalais“, alt: Hardehäuser Hof) ist ein Baudenkmal in der ostwestfälischen Stadt Paderborn. Das Haus wurde 1734 im barocken Stil errichtet. Baumeister war Franz Christoph Nagel.

## Geschichte

### Vorgeschichte
Das Kloster Hardehausen wird 1140 gegründet. Zwanzig Jahre später wird das erste Mal eine Besitzung in Paderborn genannt: Als der Gründerbischof des Klosters, Bernhard I., stirbt, bekommt das Kloster durch seine Memorienstiftung in Paderborn ein Haus. Es liegt an der Straße, die von der „Urbs“ (Domburg) zum „Forum“ (Markt) führt; heute entspricht diese Lage der „Schildern“-Gasse. Aufgrund seiner zentralen Lage eignet es sich nicht als Stapelhof für ein Zisterzienserkloster, sondern nur zu repräsentativen Zwecken und als Quartier für Reisen. Albert Brand erwähnt außerdem ein Wohnhaus und drei Salzsiedestellen in Salzkotten und ein Drittel der Wildpferde des Bischofs, die dem Kloster als „Lieblingsstiftung“ des Bischofs ebenfalls übereignet werden. Die Häuser in Paderborn und Salzkotten stellen die ersten städtischen Besitzungen Hardehausens dar.
Die zweite Nennung eines Hauses des Klosters erfolgt 1260 in Paderborn. Bei einem Streit zwischen den Mönchen und einem Ritter Arnold, der Ansprüche an diesem Gebäude geltend macht, entscheidet der Rat der Stadt zu Gunsten des Klosters, das bereits seit 47 Jahren im Besitz des Gebäudes sei. Ob damit der Hardehauser Hof gemeint war, lässt sich allerdings nicht ermitteln.

### 14. Jahrhundert
Ab 1303 ist ein außerhalb der Stadtmauern gelegener Stadthof belegt, zu dem auch die Liborikapelle gehörte. Es handelt sich um einen für die Versorgung der Stadt und für die klösterliche Wirtschaft Hardehausens außerordentlich wichtigen Standort. Die Mönche handeln hauptsächlich mit Grundnahrungsmitteln und Gütern des täglichen Bedarfs. Vielleicht gehört auch Salz, das in Salzkotten gewonnen wird, zu den feilgebotenen Waren. Außerdem dient der Hof der Beherbergung von Klostervertretern auf Reisen. Aufgrund der Nähe zum fürstbischöflichen Sitz ist die repräsentative Bedeutung des Paderborner Hofes im Vergleich zu anderen klösterlichen Stadthöfen sehr hoch einzuschätzen.

### 15. Jahrhundert
Die Zisterzienser verkaufen 1587 ihren Paderborner Stadthof an Fürstbischof Dietrich, der ihn den Jesuiten im Busdorfstift schenkt. Grund für den Verkauf dürfte der Bedeutungs- und Funktionswandel der klösterlichen Stadthöfe sein: Frühe Stadthöfe waren für den Markthandel von Bedeutung. Später waren sie vor allem Teil des landwirtschaftlichen Produktionssystems des Klosters, während gleichzeitig im 15. und 16. Jahrhundert der Güterhandel en gros eine immer wichtigere Rolle spielte, für den ein deutlich kleineres bauliches Ausmaß ausreichte, als es die alten Höfe boten. Darüber hinaus ging um 1500 die Zahl der Stiftsmitglieder „erheblich zurück“, was die Art und das Volumen des klösterlichen Handels ebenfalls bedeutend beeinflusst haben dürfte.

### 18. Jahrhundert

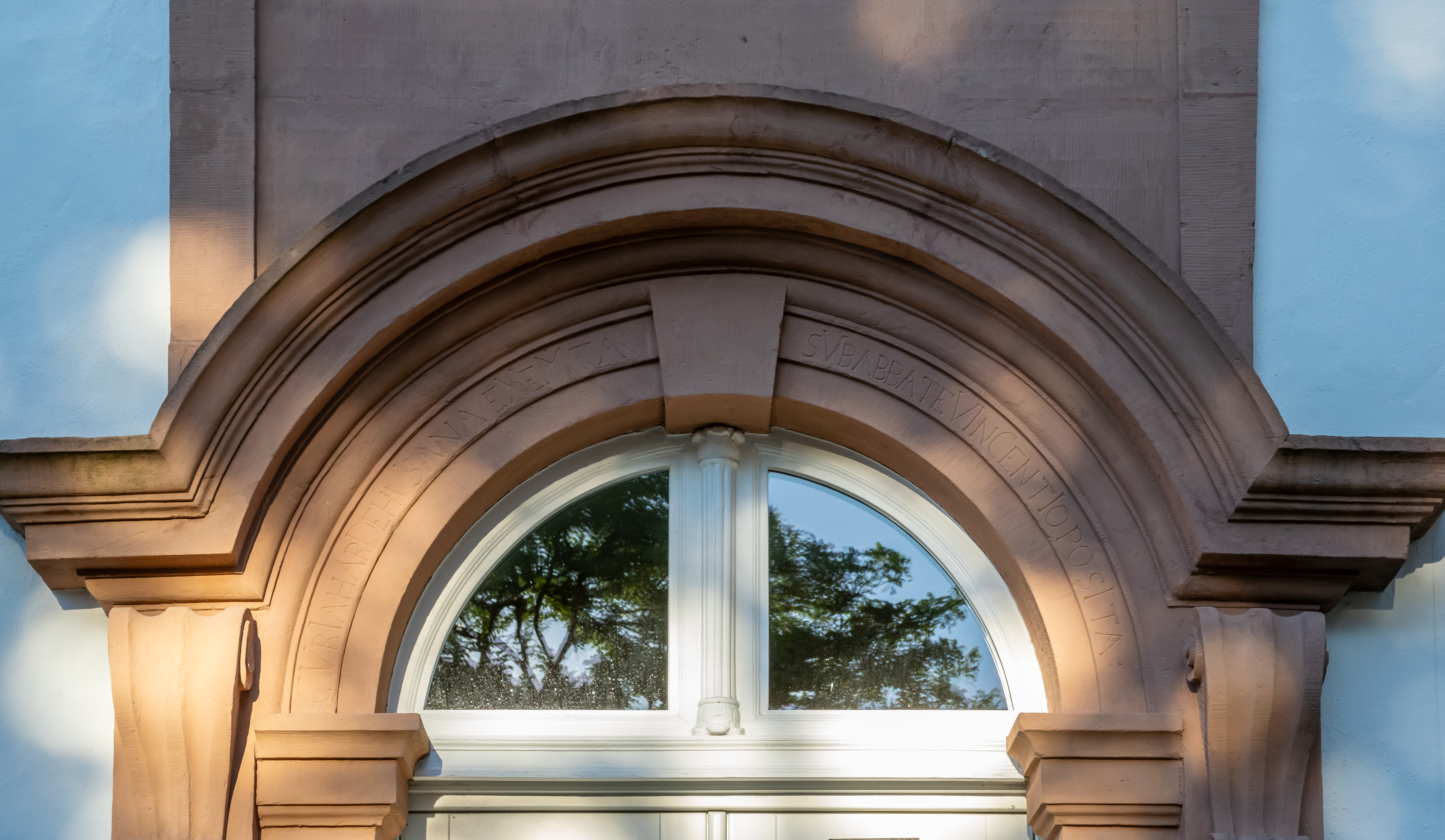
Chronogramm Hardehauser Hof

Bauherr: Abt Heinrich Ludolf Spancken

In vielen Städten werden zu dieser Zeit Stadthöfe errichtet, die vor allem der Repräsentation dienen. In Paderborn sind vor allem der Hardehauser Hof und der Dalheimer Hof am Kamp zu nennen, „über deren ursprüngliches Inventar jedoch leider keine Nachrichten auffindbar sind.“ Als Bauherr des Hardehauser Hofes fungiert der Abt Heinrich Ludolf Spancken (1682–1736). Auf einem Bildnis wird er als sensibler, ästhetischer Mann dargestellt; „als solcher hat er den Abtsgarten angelegt und die Kurie [gemeint ist der Hardehauser Hof] in Paderborn, nahe dem Busdorf, erbaut. In ihr wird die Anlehnung an französische Architektur deutlich sichtbar.“ Baumeister war Franz Christoph Nagel.
Das Chronogramm „CVrIa HarDehVsana eXeMta sVb Abbate VInCentIo posIta“ gibt als Baujahr 1734 an.
Übersetzung: Die herausgestellte (vorgelagerte, außerhalb gelegene) Hardehausensche Kurie, erbaut von Abt Vincenz. „Vinzenz“ bezieht sich dabei auf den Ordensnamen des Abtes Spancken. Die Bezeichnung „herausgestellte Kurie“ bezeichnet die Funktion des Hauses als Unterkunft fernab des eigentlichen Klosters.
Die Aussage des Chronogramms lässt sich also zusammenfassen als:

„Vorgelagerte Kurie des Klosters Hardehausen, erbaut unter Abt Vincenz im Jahre 1734“

### 19. Jahrhundert
Für die Zeit zwischen dem Bau des Hofes und seinem Verkauf sind keine einschlägigen Urkunden bekannt, doch konnte das Kloster bereits nach einigen Jahrzehnten die Mittel für den Erhalt des Gebäudes nicht mehr aufbringen. Seine finanzielle Lage war um 1800 ungewöhnlich desolat: im Rahmen der Säkularisation wird 1803 berichtet: „Der bare Kassenvorrat ist gegen alle Erwartungen gering, und wir können den Verdacht nicht bergen, daß davon schon vorher etwas auf die Seite gebracht sei. [...] Noch unerwarteter als der geringe Barbestand sind die Schulden. [...] auch ist bei keinem einzigen Kloster nur etwas Ähnliches von so in das Weite gehenden Schulden bisher vorgekommen.“
Der Hardehauser Hof wird an Hofrat Georg Anton von Hartmann (1749–1819) verkauft.
„Die im Jahr 1803 geadelte Familie von Hartmann zählt zu den wenigen katholischen westfälischen Beamtenfamilien des Königreichs Preußen. Sie setzte mit dem Übergang in den preußischen Staatsdienst eine alte Tradition in osnabrückischen und paderbornischen Diensten fort“. Es handelte sich damals um „eine führende Beamten- und Bankiersfamilie“ in Paderborn. Erstaunlich ist dabei, dass ihr Nachlass, heute im Besitz des Vereins für Geschichte und Altertumskunde Westfalens, kaum nennenswerte Informationen über sie bereithält.
Das Gebäude geht um 1816 in den Besitz Karl von Mallinckrodt über. Die genauen Umstände und der Zeitpunkt sind nicht überliefert. Anzunehmen ist, dass es als Mitgift für Freiin Bernhardine von Hartmann diente.
Der Hardehauser Hof wird am 1. Juli 1843 nach dem Tod Christian Detmar Karl von Mallinckrodts von seinen Erben an den Fiskus verkauft. Das Remisengebäude wird zu einem nicht genauer bestimmbaren Zeitpunkt in diesem Jahr errichtet. Ab 1846 wird der Hardehauser Hof als Dienstwohnung für den Gerichtspräsidenten genutzt. Zuvor war die 1672 erbaute Domdechanei nördlich des Doms zu diesem Zweck genutzt worden.
Appelationsgerichtspräsident Friedrich Lange zieht 1846 in den Hardehauser Hof ein.
Eigentlich hätte der Vizepräsident des Kammergerichts, Büchtermann, die Nachfolge Langes übernehmen sollen. Er stirbt jedoch bereits am 6. März, vermutlich an der Cholera, die zu diesem Zeitpunkt in Paderborn 55 Tote fordert. Gustav Bernhard Victor Meyer wird an seiner Stelle von 1866 bis 1879 der letzte Vorsitzende des Appellationsgerichts Paderborn bevor es in ein Landesgericht umgewandelt wird. Ob er den Hardehauser Hof bewohnte, lässt sich aufgrund fehlender Akten nicht mit Gewissheit feststellen, es ist aber davon auszugehen.
Ab dem 1. Oktober 1879 wird der vorher am Kreisgericht tätige Seck Gerichtspräsident und erhält damit das Wohnrecht in der Dienstwohnung. Zuvor war er am Kreisgericht Paderborn tätig. Im März wechselt er als Landgerichtspräsident nach Frankfurt an der Oder; ihm wird aber das Recht eingeräumt, gegen Wegfall des Wohngeldes den Hardehauser Hof bis zum 1. April 1886 zu bewohnen.
Die Wohnung geht 1886 an den Secks Nachfolger Müller. Über ihn und seine Nachfolger ist weiter nichts bekannt.
Am 18. März 1893 findet die Übergabe an Macco statt. Müller bittet um Abschrift des Protokolls. Die Kopie des Protokolls datiert auf den 26. September 1893.

### 1900 bis 1935
Macco zieht im Oktober 1902 aus und geht nach Flensburg. Die Dienstwohnung wird am 22. Juli 1903 an Mensing übergeben. Er stirbt 1910 als Geheimer Oberjustizrat.
Nordbeck wird 1910 Landgerichtspräsident in Paderborn. Er bewohnt das Haus mit seiner Ehefrau, einem erwachsenen Sohn (Referendar) und zwei Dienstboten. Im Herbst 1923 geht er in den Ruhestand, darf aber wegen großer Wohnungsnot in Paderborn weiter im Hardehauser Hof leben. Nordbeck baut zu einem nicht näher bekannten Zeitpunkt eine Veranda an das Gebäude an. Offenbar leidet auch das Gericht unter Platznot, denn er erklärt sich 1922 bereit, Räume zur anderen Verwendung abzugeben. Im Jahre 1923 wird das Gebäude vorübergehend zu Geschäftszwecken des Gerichts verwendet.
Wilhelm Hillenkamp wird am 1. Oktober 1923 Landgerichtspräsident. Sein monatliches Grundgehalt wird auf 62.000 Mark festgelegt. 1935 wird er im Zuge eines Streites um die Wohnräume im Untergeschoss als „anspruchsloser Junggeselle“ charakterisiert.

Im Erdgeschoss des Hauses wird eine Wohnung für den Oberstaatsanwalt eingerichtet. Von 1923 bis 1929 wohnt Oberstaatsanwalt Sprickmann-Kerkerich in der Notwohnung.
Die Notwohnung wird am 13. Juli 1929 an den neuen Oberstaatsanwalt Kother vermietet.
Hillenkamp wird 1933 in den Ruhestand versetzt. Ob es sich dabei um den regulären Ruhestand oder eine Maßnahme im Zuge der Gleichschaltung des Gerichts handelt, kann nicht geklärt werden; in einem Brief seines Nachfolgers findet sich folgender Hinweis: „Der am 19. Juli 1868 geborene Landgerichtspräsident Dr. Wilhelm Hillenkamp in Paderborn tritt kraft Gesetzes zum 1. Oktober 1933 in den Ruhestand.“ An wird an anderer Stelle auf die „vorzeitige Räumung der Wohnung“ hingewiesen.
Am 6. April 1933 muss auch Oberstaatsanwalt Kother seine Wohnung verlassen. Die Präsidialdienstwohnung im Hardehauser Hof wird am 29. Dezember 1933 an Landgerichtspräsident Biermann übergeben. In den folgenden Jahren liefert das Gebäude immer wieder Anlass für Beschwerden Biermanns. Er sieht sich durch die eingerichtete zweite Wohnung benachteiligt, deren Bewohner seinen Privatflur benutzen müssen, um auf den Boden zu kommen. Außerdem empfindet er die Wohnung als zu kalt und schwer beheizbar sowie als zu klein für seine Familie. Er betrachtet es als Nachteil, dass sich die Waschküche im Nebengebäude befindet. Daher betrachtet er auch die Monatsmiete von 94,66 RM als zu teuer. 1935 werden ihm alle Räume des Hauses, bis auf die drei, in denen Akten gelagert werden, zugeschlagen. Die Verlegung der Waschküche ins Hauptgebäude wird gleichzeitig abgelehnt.
Das Grundstück geht am 8. März 1935 von der Justizverwaltung des Preußischen Staates an das Deutsche Reich.

### 1973
Die Staatsanwaltschaft erwägt, den Hardehauser Hof abzureißen und an seiner Stelle ein Verwaltungsgebäude zu errichten, nachdem sie die Räumlichkeiten des LWL im ehemaligen Kreishaus am Busdorfwall räumen soll. Hiergegen protestiert der Heimatverein Paderborn in einem offenen Brief, da es sich um ein Gebäude handelt, das „als zweigeschossiger Breitbau mit einem Mansarddach einmalig in Paderborn ist“ und seine „städtebaulich hervorragende Lage“ erhalten bleiben soll.
Infolge der Proteste von Denkmalschutz und Heimatschützern plant die Staatsanwaltschaft einen Grundstückstausch mit dem Paderborner Generalvikariat: Im Tausch gegen ein Gartengrundstück sollte der Hardehauser Hof der Kurie als Alterswohnsitz für Domherren überlassen werden. Die Verhandlungen scheitern jedoch im Januar 1974 und die Staatsanwaltschaft zieht letztlich in die Straße „Am Bischofsteich“ um. Das Innere des Hardehauser Hofes wird „im Innern für Zwecke des Landgerichts 1975 durchgebaut.“

### Ab 1980
Der Hardehauser Hof wird am 3. Januar 1984 in die Denkmalliste der Stadt Paderborn eingetragen. Der Eintrag in die Denkmalliste sagt dazu u. a.: „Das Gebäude bezeichnet den Rang einer bedeutenden Abtei in der Bischofsstadt und ist von historischer (kirchengeschichtlicher), künstlerischer und städtebaulicher Bedeutung.“
Bei Bauarbeiten wird am 24. Juli 1998 auf dem Gelände des Hardehauser Hofes ein mittelalterlicher Brunnen gefunden. „Es handelt sich um einen komplett überwölbten Brunnen, der sich westlich der NW-Ecke des barocken Amtsgerichtsgebäudes befindet.“ Der Brunnen war Stand 1998 unverfüllt und wird mit einer Betonplatte und Erde abgedeckt, sodass er nicht mehr sichtbar ist.
Das Amtsgericht gibt 2008 die Nutzung des Gebäudes auf. Es wird erwogen, in Kooperation der Stadt mit Honorargeneralkonsul Manfred O. Schröder ein afrikanisches Kulturzentrum in Form einer Stiftung im Hardehauser Hof unterzubringen.
2009 gibt das Landgericht die Nutzung des Gebäudes auf und das Land Nordrhein-Westfalen veräußert das Anwesen an eine Paderborner Immobiliengesellschaft. 2012 wird der Denkmalschutz auch auf das Remisengebäude erweitert.
Nach einer kurzen Zwischennutzung wird das Gebäude über drei Jahre kernsaniert und steht seit 2015 für die Belange eines service-orientierten bzw. betreuten Wohnens zur Verfügung.

## Bodendenkmal und Naturdenkmäler
Das Grundstück wird von der Straße „Am Busdorf“ erschlossen. Zusammen mit einer Bruchsteinmauer an der östlichen und südlichen Grenze des Grundstücks bildet die gesamte Bebauung eine geschlossene Hofsituation.
Im Oktober 2004 ist das gesamte Areal als Bodendenkmal eingetragen worden. Bestandteil des Bodendenkmals sind die Spuren der Bodennutzung und Bebauung aus der Frühgeschichte, dem Mittelalter und der frühen Neuzeit, die obertägig nicht sichtbar, im Boden jedoch erhalten sind. Die Freiflächen des Grundstücks sind derzeit als PKW-Stellplatzfläche und als Ziergartenfläche teilweise auch mit hochstämmigen Bäumen angelegt.
Gemäß der Verordnung für die Sicherung von Naturdenkmälern im Landkreis Paderborn vom 29. Oktober 2003 wurden zwei Bäume auf der Liegenschaft als Naturdenkmäler deklariert. Zum einen eine Pyramideneiche östlich des Hauptgebäudes und zum anderen eine Eibe südlich des Nebengebäudes.

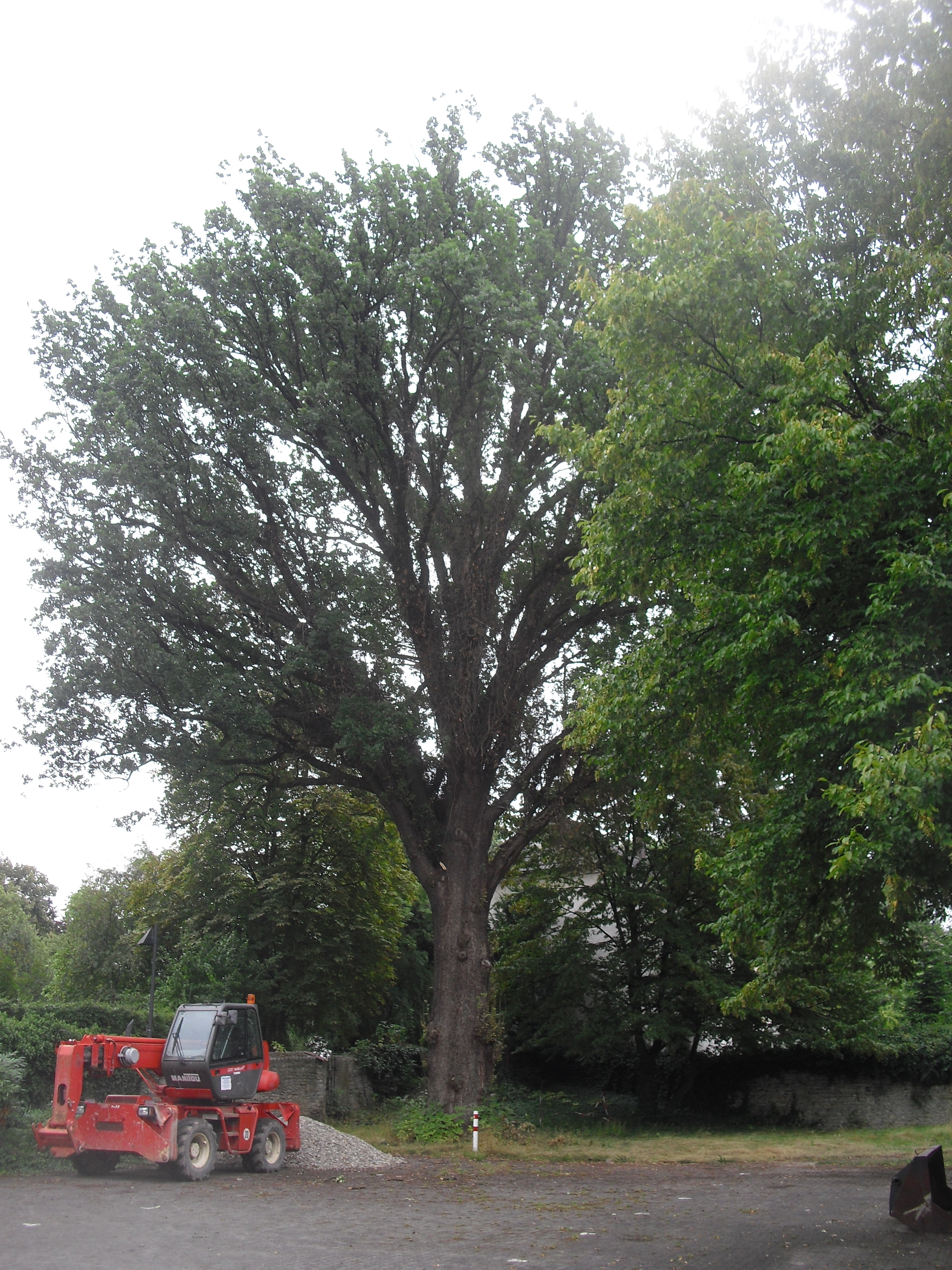
Pyramideneiche
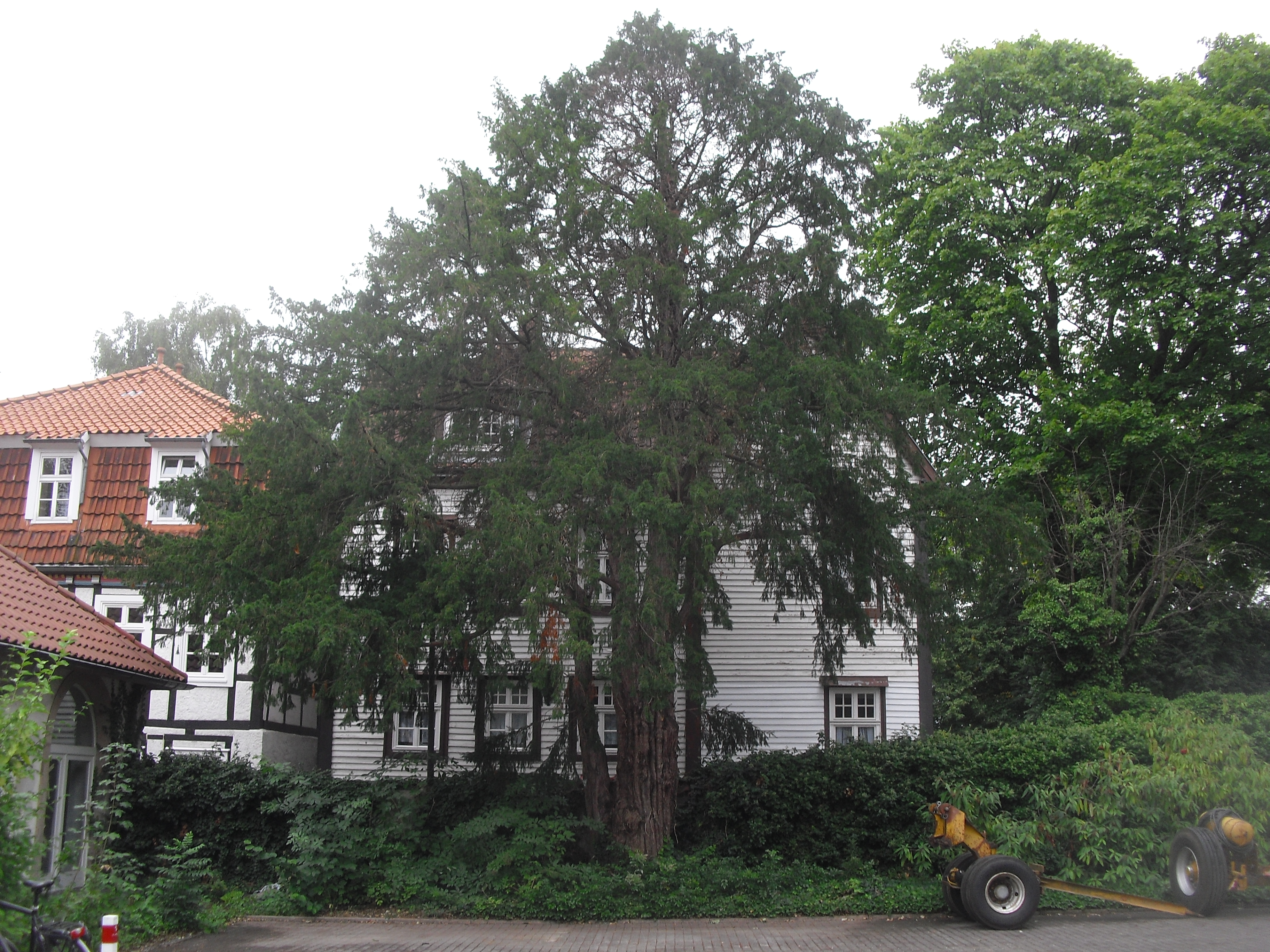
Eibe

## Archäologie
Haupthaus:

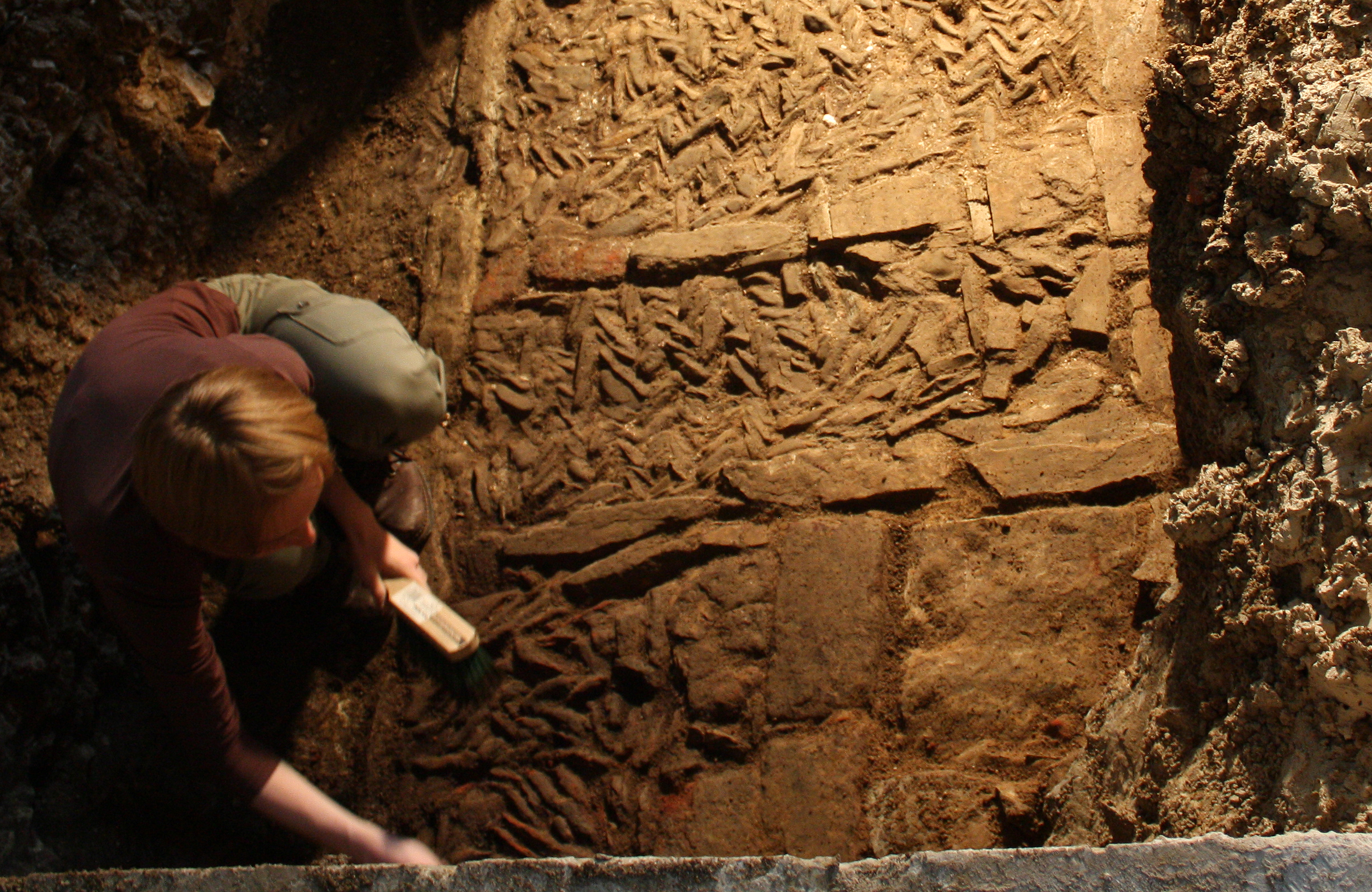
Auf um das Jahr 1550 wird der Ornamentfußboden im zukünftigen Aufzugsschacht des Haupthauses geschätzt.

Unter dem Haupthaus des Hardehauser Hof stießen Fachleute des Landschaftsverbandes Westfalen-Lippe (LWL) im Oktober 2012 nicht nur auf die Reste eines älteren Steingebäudes. Der sorgfältig gearbeitete Ornamentfußboden war die erste Überraschung, die zirka 80 Zentimeter unter dem heutigen Fußbodenniveau auf sie wartete. Das Pflaster und die Mauerreste stammen von einem Gebäude, das vor etwa 400 bis 500 Jahren entstanden ist.
Es könnte sich dabei um eine Kurie des Busdorfstift handeln, also den Sitz einer Stiftsverwaltung. Interessant ist dabei, dass dieses ältere Haus bereits die gleichen Baufluchten wie der 1734 erbaute Stadtsitz des Zisterzienserklosters Hardehausen hatte, der sich bis heute als prunkvolles Barockgebäude erhalten hat.
Mindestens gehoben war der Lebensstandard auch in diesem älteren Bauwerk. Das zeigen Funde wie das Bruchstück einer Kachel von einem Ofen oder ein Teil eines Kreuzrippenbechers aus Glas. Aber auch unter dem Ornamentfußboden konnten Reste einer Geschichte herausgelesen werden, die bis in das Mittelalter reicht. Möglich macht das eine Reihe von Gruben. Die ältesten waren direkt in den anstehenden Kalkfelsen eingetieft.
Remise:

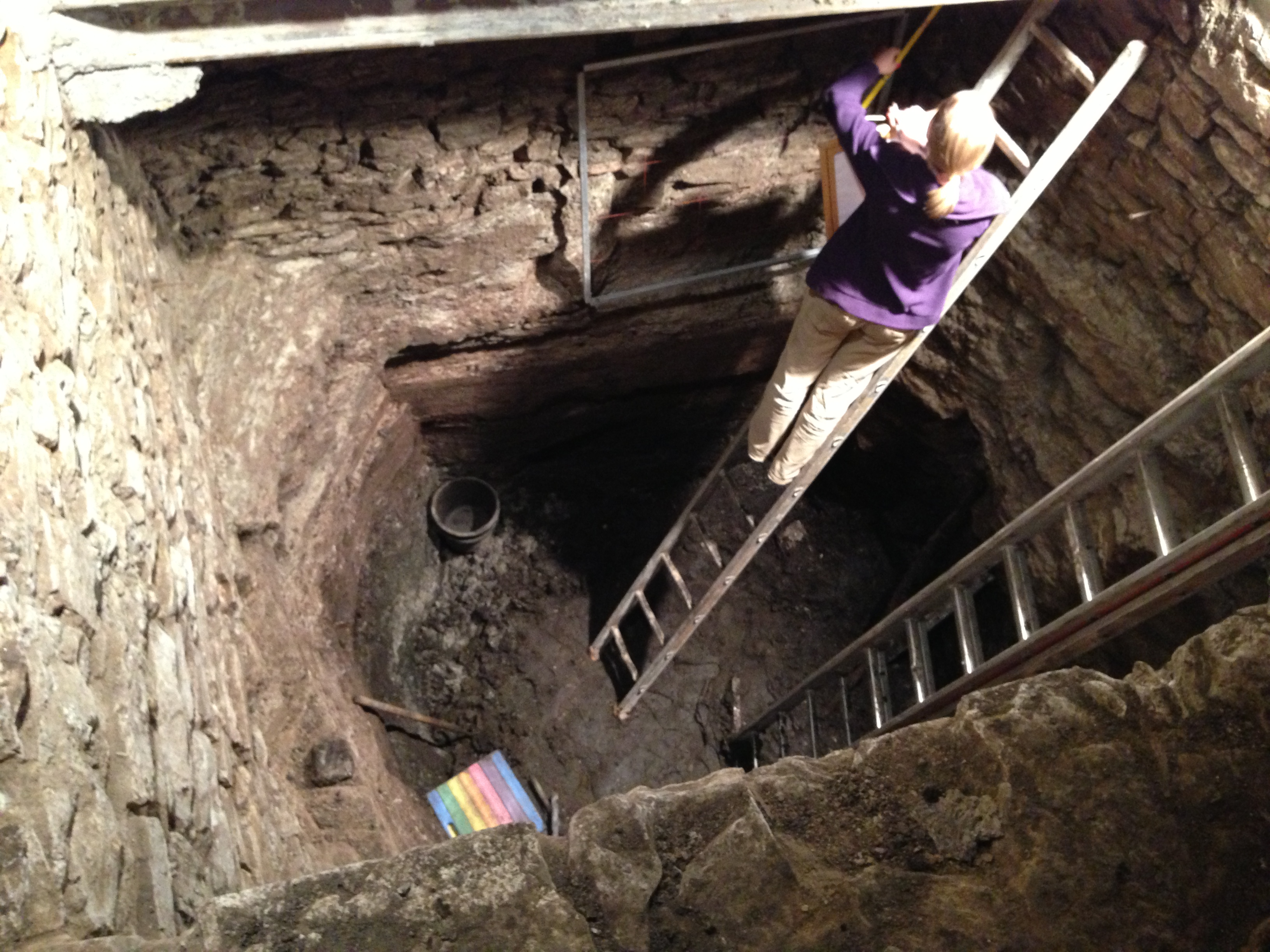
Auf um das Jahr 1350 wird die wohl älteste Latrine von Paderborn im Gewölbekeller der Remise geschätzt.

Weitere Ausgrabungen werden seit Februar 2013 durch die Forscher des LWL im Kellergewölbe der Remise durchgeführt. Schon den ersten Schritt in die Tiefe setzten die Archäologen auf die Überreste eines historischen Gebäudes: Alte Fensterfassungen aus Sandstein wurden in der Kellertreppe verbaut. Das Kellergewölbe an sich misst rund 50 m² und ist ursprünglich aus dem 17. Jahrhundert. Dies belegt eine Münze von 1622, die im Fundament gefunden wurde. Im 19. Jahrhundert wurde der Keller wahrscheinlich neu entdeckt und mit einem Gewölbe aus Ziegelstein neu versehen. Der Aufbau des eigentlichen Remisengebäudes muss um 1843/46 entstanden sein, da es noch nicht auf dem ältesten Stadtplan von Paderborn (Urkataster von 1830) verzeichnet ist. Glassiegel von Weinflaschen, die bereits aus dem Kellerboden geborgen wurden, und die Pfosten der ehemaligen Weinregale lassen seine ursprüngliche Nutzung als Weinkeller erahnen. Außerdem deuten Pfostengruben an, wo vor Jahrhunderten einmal Häuser standen. Den Lehm für die Fachwerkhäuser holten sich die Menschen, indem sie ein Loch im Garten ausgruben. Heute zeichnen sich diese Gruben als deutliche Verfärbungen im gelben Lehm ab. Sie zeugen von der regen Bautätigkeit auf dem Gelände. Die ältesten Spuren reichen bis in das frühe 12. Jahrhundert zurück, als noch Handwerker für das im 11. Jahrhundert gegründete Busdorfstift arbeiteten und auf dem Areal wohnten. Nach dem Wegräumen des Schuttes auf dem Kellerboden war der Blick frei auf die Konturen eines mittelalterlichen „Stillen Örtchens“. Eine gemauerte Latrine einer ehemaligen Stiftsherrenkurie aus dem 12. Jahrhundert. Diese gemauerten Schächte sind oft Fundgruben, da die mittelalterlichen Paderborner darin auch viele unbrauchbare Dinge des damaligen Hausstandes entsorgt haben. Hier landeten häufig Bruchstücke von Alltagsgegenständen, die interessantes über das Leben der Bewohner erzählen können. So auch in dieser. mittlerweile auf vier Meter Tiefe, ausgehobenen Latrine. Gläser, Holzbesteck, Lederriemen und Schuhe konnten die Archäologen bisher bergen.